# Blasfemidagen
Blasfemidagen, på engelska känd som Blasphemy Day, International Blasphemy Day eller International Blasphemy Rights Day, har till syfte att upplysa individer och grupper om blasfemilagar och att försvara yttrandefriheten, särskilt rätten att fritt kritisera religion vilket är ett brott i många länder. Blasfemidagen instiftades av organisationen Center for Inquiry 2009 som ett världsomspännande firande.

## Bakgrund
Blasfemidagen firas den 30 september på årsdagen av 2005 års publicering av Jyllands-Postens Muhammedskarikatyrer. Även om karikatyrerna av Muhammed orsakade en del kontroverser i Danmark, särskilt bland muslimer, uppstod utbredda oroligheter efter att muslimska imamer i flera länder uppviglade till våldsamma protester där danska ambassader sattes i brand och över 100 dödades (medräknat dödsoffren som krävdes när polisen öppnade eld mot demonstranter).
Idén att iaktta en Internationell Blasfemidag uppkom 2009. En student kontaktade Center for Inquiry (CFI) i Amherst, New York, för att framlägga idén, som CFI sedan stödde.
Arrangemang under den första årliga Blasfemidagen 2009 inkluderade en konstutställning i Washington, D.C. och en fri talarfestival i Los Angeles.

## Syfte
Under det första firandet av Blasfemidagen 2009 sade Center for Inquiry:s president och CEO Ronald A. Lindsay i en intervju med CNN att ”Vi tycker att religiösa övertygelser bör underkastas granskning och kritik precis som politiska övertygelser, men vi har idag ett tabu om religion.” Justin Trottier, en Toronto-samordnare för Blasfemidagen, sade till USA Today att ”Vi försöker inte förolämpa, men om människor blir förolämpade under dialog och debatt är det inte en fråga för oss. Det finns ingen mänsklig rättighet att inte bli förolämpad.” 

## Straff för blasfemi
I vissa länder kan blasfemi bestraffas med döden, till exempel i Afghanistan, Pakistan, och Saudiarabien. 
År 2015 hade minst fjorton medlemsländer i Europeiska unionen lagar om brottslig hädelse eller religiös förolämpning. Dessa var Cypern, Danmark, Finland, Frankrike (Alsace-Moselle-regionen(en), länge icke tillämpad och officiellt upphävd i januari 2017), Tyskland, Grekland, Irland (avskaffades januari 2020), Italien, Malta, Polen, Portugal, Spanien och Storbritannien (endast Skottland och Nordirland).  Turkiet har också liknande lagar.  
2009 hade sex amerikanska stater fortfarande anti-blasfemilagar: Massachusetts, Michigan, South Carolina, Oklahoma, Pennsylvania och Wyoming, men enligt juridikprofessor Sarah Barringer Gordon tillämpas de sällan.